# Плея
Плея (Plea minutissima) — вид водних клопів родини плеїдів (Pleidae).

## Поширення
Вид поширений в Європі, Північній Африці, у Малій та Центральній Азії до Алтаю та Месопотамії. В Україні це єдиний представник родини. Живе в стоячих водоймах, віддаючи перевагу водоймам з сильно розвиненою підводною рослинністю.

## Опис
Довжина тіла клопів становить від 2,2 до 2,7 мм, причому самиці трохи більші за самців. Ширина тіла трохи більше половини довжини. Комахи на спинній частині і на ногах піщано-жовті, ямочки на щитку і кінчику покриву чорні, через що ці частини здаються темнішими. Черевна частина тіла та основа ніг коричневі, з темнішою смугою, що проходить по центру живота. Перша з трьох лап дуже коротка.

## Спосіб життя
Основу раціону становить планктон, переважно ракоподібні. Шлюбний період припадає на травень-червень, коли ці клопи утворюють місцеві скупчення. Самиці відкладають яйця на листя і стебла водних рослин з середини червня. Личинки вилуплюються в липні і трапляються до кінця вересня, хоча перші досягають стадії імаго в серпні. Дорослі комахи зимують у воді.